# Villafranca de los Caballeros
Villafranca de los Caballeros – gmina w Hiszpanii, w prowincji Toledo, w Kastylii-La Mancha, o powierzchni 106,59 km². W 2011 roku gmina liczyła 5373 mieszkańców.